# روی دی بریج جونیور
روی دی بریج جونیور (به انگلیسی: Roy D. Bridges, Jr.) فضانورد اهل کشور ایالات متحده آمریکا است که در ۱۹ ژوئیهٔ ۱۹۴۳ میلادی در آتلانتا زاده شد. وی در مأموریت اس‌تی‌اس-۵۱-اف حضور داشته است.